# Jordi Warlop
Jordi Warlop (Diksmuide, 4 juni 1996) is een Belgisch wielrenner. Die anno 2024 rijdt voor Soudal Quick-Step

## Carrière
In 2014 was enkel Edoardo Affini sneller in de wegwedstrijd voor junioren op het Europese kampioenschap. Op het wereldkampioenschap werd Warlop elfde.
In 2018 werd Warlop prof bij Sport Vlaanderen-Baloise. Na vier seizoenen maakte hij de overstap naar de Franse ploeg B&B Hotels-KTM die aan het eind van dat seizoen ophield te bestaan. Na in 2023 bij de opleidingsploeg van Soudal Quick-Step te hebben gereden rijdt hij sinds 2024 bij de hoofdmacht van de Belgische wielerploeg.

## Resultaten in voornaamste wedstrijden
|      | \| Jaar \| Gent-Wevelgem \| Ronde van Vlaanderen \| Parijs-Roubaix \| Amstel Gold Race \| Waalse Pijl \| \| ---- \| ------------- \| -------------------- \| -------------- \| ---------------- \| ----------- \| \| 2018 \| opgave \| \| \| opgave \| opgave \| \| 2019 \| opgave \| 116e \| \| \| \| \| 2020 \| \| \| \| \| opgave \| \| 2021 \| 85e \| opgave \| \| 98e \| \| \| 2022 \| opgave \| opgave \| \| \| \| \| 2023 \| \| \| \| \| \| \| 2024 \| \| \| \| opgave \| \| \| 2025 \| \| \| opgave \| \| \| |                      |                |                  |             |
| Jaar | Gent-Wevelgem | Ronde van Vlaanderen | Parijs-Roubaix | Amstel Gold Race | Waalse Pijl |
| 2018 | opgave |                      |                | opgave           | opgave      |
| 2019 | opgave | 116e                 |                |                  |             |
| 2020 | |                      |                |                  | opgave      |
| 2021 | 85e | opgave               |                | 98e              |             |
| 2022 | opgave | opgave               |                |                  |             |
| 2023 | |                      |                |                  |             |
| 2024 | |                      |                | opgave           |             |
| 2025 | |                      | opgave         |                  |             |

## Ploegen
- 2018 –  Sport Vlaanderen-Baloise
- 2019 –  Sport Vlaanderen-Baloise
- 2020 –  Sport Vlaanderen-Baloise
- 2021 –  Sport Vlaanderen-Baloise
- 2022 –  B&B Hotels-KTM
- 2023 –  Soudal-Quick-Step Devo Team
- 2024 –  Soudal-Quick Step
- 2025 –  Soudal Quick-Step

Allegaert · Capiot · De Gendt · De Ketele · De Pauw · De Vylder · Declercq · Deltombe · Farazijn · Ghys · Menten · Noppe · Ed. Planckaert · Em. Planckaert · Rickaert · Sprengers · Van Gestel · Van Gompel · Van Hecke · Van Rooy · Verwilst · Warlop
Allegaert · Capiot · De Ketele · De Pauw · De Vylder · Declercq · Deltombe · Ghys · Menten · Noppe · Em. Planckaert · Ed. Planckaert · Sprengers · Van Gestel · Van Gompel · Van Hecke · Van Poucke · Van Rooy · Verwilst · Warlop · Weemaes · Willems
Barbier · Barthe · Boileau · Bonnamour · Chevalier · Debusschere · Ferasse · Gautier · Gougeard · Heidemann · Hivert · Jauregui · Koretzky · Lagrée · Laurance · Lecroq · Lemoine · Lietaer · Morice · Mozzato · Parisella · Rolland · Schönberger · Warlop · Dauphin (stagiair) · Mahoudo (stagiair) · Rouland (stagiair)
Alaphilippe · Asgreen · Bastiaens · Cattaneo · Černý · Evenepoel      · Gelders · Hirt · Huby · Knox · Lampaert · Lamperti · Landa · Lecerf · Magnier · Masnada · Merlier · Moscon · Pedersen · Reinderink · Serry · Svrček · Van Lerberghe · Van Wilder · Vangheluwe · Vansevenant · Vervaeke · Warlop